# Nancy Contreras
Nancy Llarely Contreras Reyes (* 20. Januar 1978 in Zacatecas) ist eine ehemalige mexikanische Bahnradsportlerin.
1995 wurde Nancy Contreras Vize-Weltmeisterin der Junioren in der Einerverfolgung. 2001 wurde sie in Antwerpen Weltmeisterin im 500-m-Zeitfahren und war damit die erste Mexikanerin, die eine Medaille bei Rad-Weltmeisterschaften gewann. Seitdem stand sie mehrfach bei Weltmeisterschaften und Weltcuprennen auf dem Podium. Zweimal – 1996 und 2004 – nahm sie auch an Olympischen Spielen teil.